# سراوان (رشت)

## تقسیمات کشوری
سَراوان روستایی است از توابع دهستان سراوانِ بخش سنگرِ شهرستان رشتِ کشور ایران.

## موقعیت جغرافیایی دربخشسنگر
از شمال با روستای جوکول بندان، از شرق با روستای قاضیان، از غرب با روستای کچا و از جنوب با روستای گلسرک و روستای موشنگا هم‌مرز است.

## جمعیت
براساس سرشماری مرکز آمار ایران در سرشماری عمومی نفوس و مسکن (۱۳۹۵)، جمعیت این روستا ۵۵۴۲ نفر (شامل ۱۸۳۷ خانوار(۲۸۲۶ مرد و ۲۷۱۶ زن)) بوده و پرجمعیت‌ترین روستای استان گیلان شد.